# Missä muruseni on
Missä muruseni on è un brano musicale della cantante finlandese Jenni Vartiainen, estratto come terzo singolo dal suo secondo album Seili. Missä muruseni on è stato pubblicato il 23 ottobre 2010, mentre il corrispondente video è stato mostrato in anteprima il 27 ottobre.
Il singolo ha raggiunto la prima posizione nelle classifica finlandesi dei singoli più venduti e dei singoli più scaricati.
Il singolo divenne nel 2010 disco d'oro e successivamente nel 2011 disco di platino per aver venduto oltre 16000 copie dell'album.

## Tracce
1. Missä muruseni on – 3:53

## Classifica
| Classifica                            | Posizione massima |
| ------------------------------------- | ----------------- |
| Suomen virallinen lista - Singlelista | 1                 |
| Suomen virallinen lista - Latauslista | 1                 |